# Isak Amundsen
Isak Amundsen, né le 14 octobre 1999 à Brønnøysund en Norvège, est un footballeur norvégien, qui évolue au poste de défenseur central au Molde FK.

## Biographie

### En club
Né à Brønnøysund en Norvège, Isak Amundsen est formé par le Brønnøysund IL (en). Le 18 février 2020, il s'engage en faveur du FK Bodø/Glimt. Il joue son premier match le 1er juillet 2020, lors de la cinquième journée de la saison 2020 d'Eliteserien contre l'Odds BK. Il entre en jeu à la place de Marius Lode lors de cette rencontre remportée par son équipe sur le score de quatre buts à zéro. Il est sacré Champion de Norvège en 2020.
Le 6 avril 2021, Isak Amundsen est prêté pour une saison au club rival, le Tromsø IL. Il marque son premier but pour Tromsø le 29 août 2021, lors d'une rencontre de championnat face à son club formateur, le FK Bodø/Glimt, mais ne peut empêcher la victoire de son équipe (2-3 score final).
De retour au FK Bodø/Glimt à la fin de son prêt, Amundsen gagne en temps de jeu, prenant une place de titulaire en défense centrale avec notamment l'absence sur blessure de Brede Moe. Il fait à ce moment-là ses débuts en Ligue des champions, faisant sa première apparition lors d'un match de qualification le 13 juillet 2022 contre le KÍ Klaksvík. Il est titularisé mais son équipe s'incline (3-1).
Le 26 février 2024, Isak Amundsen rejoint le Molde FK. Il signe un contrat de quatre ans, soit jusqu'en décembre 2027.

## Palmarès
FK Bodø/Glimt
- Championnat de Norvège (2) :
  - Champion : 2020 et 2023.